# الجدار الوردي
الجدار الوردي Le Mur Rose هي لوحة لمنظر طبيعي للرسام الفرنسي هنري ماتيس رسمها عام 1898.
وهنري ماتيس من كبار أساتذة المدرسة الوحشية (fauvisme)، ويعتبر من أبرز الفنانين التشكيليين في القرن العشرين.
وهي موجودة حاليا في متحف الفن الحديث في باريس في مركز بومبيدو. وفي فبراير 2010 ذهبت اللوحة إلى المتحف اليهودي في فرانكفورت. 
Matisse Mur Rose.jpg